# Providence Reds
Providence Reds byl profesionální americký klub ledního hokeje, který sídlil v Providence ve státě Rhode Island. Své domácí zápasy „Rudí“ hráli v dnes již zdemolovaném Rhode Island Auditorium, posledních pět sezon pak v Providence Civic Center. Klub vznikl v roce 1926 a o deset let později se stal jedním z osmi zakládajících celků AHL, ve které hrál až do roku 1977, kdy jej nahradil klub Binghamton Dusters (poslední sezonu 1976/77 odehrál původní tým pod názvem Rhode Island Reds). Hned ve druhé sezoně existence AHL se Providence podařilo ligu vyhrát a získat tak Calder Cup, který později Reds vyhráli ještě třikrát. Klub působil jako farma klubů NHL Boston Bruins (1936-38, 1958-62 a 1963/64), Chicago Blackhawks (1939-41), Toronto Maple Leafs (1942/43), New York Rangers (1955-58 a 1971-76), St. Louis Blues (1968/69 a 1975/76), California Seals (1969-71) a Colorado Rockies (1976/77). Ve své poslední sezoně fungoval také jako záložní celek účastníka WHA New England Whalers.
Dres klubu oblékal například legendární brankář Frank Brimsek, před vznikem AHL v něm působil útočník Albert McCaffery. Od roku 1992 hraje AHL v dnes již přejmenované aréně, ve které ukončovali Reds svoji působnost, mužstvo Providence Bruins.

## Historické názvy
Zdroj: 
- 1926 – Providence Reds
- 1976 – Rhode Island Reds

## Úspěchy klubu
- Vítěz AHL - 4x (1937/38, 1939/40, 1948/49, 1955/56)[1]
- Vítěz základní části - 6x (1939/40, 1940/41, 1948/49, 1955/56, 1956/57, 1974/75)
- Vítěz divize - 10x (1937/48, 1939/40, 1940/41, 1947/48, 1948/49, 1955/56, 1956/57, 1962/63, 1970/71, 1974/75)

## Klubové rekordy
Góly: 650, Zellio Toppazzini
Asistence: 279, Zellio Toppazzini
Body: 448, Zellio Toppazzini
Trestné minuty: 705, Jim Bartlett
Sezon: 12, Zellio Toppazzini a Harvey Bennett
Odehrané zápasy: 650, Larry Wilson